# Bea Pelea
Beatriz Constenla (Màlaga, 1997), coneguda pel seu àlies artístic Bea Pelea, és una artista de reggaetón, música llatina i urbana. Organitza la seva pròpia festa, La Cangri, i dins del gènere ha publicat la mixtape "Reggaetón Romántico (Vol.1)". També reconeguda pels seus treballs d'actriu, ha co-protagonitzat "Disco", l'obra de teatre de Isaki Lacuesta i la pel·lícula "Quinqui Stars" de Juan Vicente Còrdova.

## Biografia
Va néixer a Andalusia, però va passar la seva infància entre Mèxic i Guatemala. Durant aquesta residència va entrar en contacte amb les músiques indígenes i va viure el reggaetón de primera mà. La seva adolescència la va passar a Granada, absorbint les influències flamenques dels barris de Haza Gran i del Albaicín, prop del Sacromonte.
Acabada l'educació secundària, es va traslladar a estudiar el Batxillerat d'Arts Escèniques en l'Institut Isabel la Catòlica de Madrid i posteriorment va establir la seva residència a Barcelona, on ha estudiat la carrera universitària de Psicologia a través de la UNED i Producció d'Espectacles amb el regidor Tito Lucchetti. També es va preparar per a les proves de l'especialitat de dansa contemporània del Institut del Teatre de Barcelona al costat de la ballarina Laila Tafur.  

## Carrera musical
La seva carrera musical es va iniciar en 2016, amb el senzill "Papi Dime Aver" ajunto La Zowi i Ms Nina, seguit de "Hazmelo otra vez" produït per Ok Girl. Posteriorment ha participat en el remix de la cançó "Sirena" amb la cantant de San Francisco La Favi i també ha col·laborat amb l'artista internacional La Goony Chonga i amb Trapani.
Les seves cançons es caracteritzen per defensar l'apoderament femení i parlar de l'amor des del seu vessant més liberal.
La seva primera actuació en directe va ser a l'agost de 2016 en el Perreo69 que va organitzar la Zowi a la Sala Upload de Barcelona i des de llavors ha actuat en les edicions de 2017 i 2019 del Festival Primavera Sound, a la Plaça del Sol de Madrid durant el #WorldPride2017, en Atlàntida Film Fest, Sala Apolo, Razzmatazz i ha visitat València en dues ocasions: va actuar en Las Naves al costat de Bad Gyal i La3 amb Khaled.  
Entre les seves principals influències destaquen Hurricane G, Amy Winehouse i Ivy Queen.

## Mixtapes
- "Reggaetón Romántico (Vol.1)" (Autoeditat, 2018)

## Senzills
- "Papi Dime Aver" ft. La Zowi ft Ms Nina (2016)
- "Hazmelo una altra vegada" prod. Ok Girl (2016)
- "Sirena" (remix) ft. La Favi (2017)
- "Recuerdo" ft. Trapani (2018)
- "Kuccifrito" ft. La Goony Chonga (2019)

## Videoclips
- "Hazmelo otra vez" (2016) dirigo per Kokos Ackee

També apareix en:  
- "Femme Fatale" (2015) Somadamantina amb Lola Montesa.
- "Baby come n get it" (2015) La Zowi amb Lorena B i Carmen Bumpin.
- "Random Hoe" (2016) La Zowi amb Lorena B.